# أجا كونغ
أجا هونغ (باليابانية: アジャ・コング) هي عسكري يابانية، ولدت في 25 سبتمبر 1970 في تاتشيكاوا في اليابان.

## وصلات خارجية
- أجا كونغ على موقع WrestlingData.com (الإنجليزية)
- أجا كونغ على موقع CageMatch worker (الإنجليزية)
- أجا كونغ على موقع قاعدة بيانات المصارعة على الإنترنت (الإنجليزية)
- أجا كونغ على موقع عالم المصارعة على الإنترنت (الإنجليزية)